# Кардинал рябогорлий
Кардинал рябогорлий, або амазонник (Parkerthraustes humeralis) — вид горобцеподібних птахів родини саякових (Thraupidae). Мешкає в Південній Америці. Це єдиний представник монотипового роду рябогорлий кардинал (Orchesticus).

## Поширення
Він поширений від крайнього південного заходу Колумбії, на схід від Анд, на сході Еквадору, Перу, на заході Болівії, на схід через Бразильську Амазонію до штату Мараньян. Населяє полог і узлісся вологих тропічних лісівна висоті до 800 м.

## Опис
Довжина птаха становить 16 см. Дзьоб темний і міцний, нижня щелепа біля основи бліда. Корпус і потилиця сірі, має чорну маску на обличчі з білою смужкою на скулах і біле горло, вкрите чорними лусками. Зверху птах жовтувато-оливковий, а знизу сіро-жовтий.

## Спосіб життя
Трапляється поодинці або парами, найчастіше супроводжуючи змішані зграї. Іноді тривалий час сидить нерухомим на високій відкритій гілці. Про раціон відомо дуже мало. Його спостерігали, як харчується квітами у східній Бразилії. При дослідженні шлунка зразків виявлено комах, насіння та рослинний матеріал.